# 小行星5708
小行星5708（英語：5708 Melancholia）是一颗围绕太阳公转的小行星。1977年10月12日，P. Wild在齐美尔瓦尔德发现了此天体。
这颗小行星的绝对星等为116.02449等。